# THEOS (人工衛星)
THEOS（英語：Thailand Earth Observation Satellite、タイ語:ดาวเทียมธีออส）はタイ王国タイ地理情報・宇宙技術開発機関の地球観測衛星である。2011年12月10日からThaichote（タイ語:ดาวเทียมไทยโชต ）に改称。

## 概要
THEOS（Thaichote）は、リモートセンシングを用いた天然資源調査のために運用されているタイ初となる地球観測衛星。2004年に地図作成、国土計画、土地利用、資源管理、災害モニタリング等などを行うタイ地球観測システム計画が策定された。製作はEADS アストリアム。2008年10月1日にドンバロフスキー射出場からドニエプル・ロケットにより打ち上げられ、現在も運用されている。

## 通信施設
- タイ地上通信所（バンコク ラートクラバン区）
- THEOS管制通信所（チョンブリー県 シーラーチャー郡）

## THEOS-2計画
THEOS（Thaichote）後継機THEOS-2の開発に向けたフィージビリティ調査が2011年から開始されている。本計画ではデータ提供のみならず、分析加工を通じて商業利用してゆくことを視野に入れており、高度な利用に耐え得る高性能衛星を開発する方向性で意見交換が行われている。それに対して、日本の三菱電機では、合成開口レーダー(SAR)を搭載させ、現在開発中の日本のSAR衛星だいち2号（ALOS-2）とあわせて干渉使用やデータ互換ができるシステムを構築することで、データ取得頻度と効率性を向上させる計画を提案している。